# Leopold Waldeck
Leopold Georg Friedrich Carl Arnold Waldeck (* 28. November 1811 in Korbach; † 9. Mai 1895 in Arolsen) war ein deutscher Beamter und Politiker.

## Leben
Waldeck war der Sohn des waldeckschen Oberappellationsgerichtsrats Wilhelm Waldeck (1776–1827) und dessen Ehefrau Christine Wilhelmine Luise Dorothea, geborene Wigand (1780–1850). Er heiratete am 12. April 1844 Martha Laura Wilhelmine Hagemann (1821–1889).
Waldeck studierte Rechtswissenschaften und war dann Amtsakzessist in Korbach. Nach dem Examen wurde er 1837 Advokat und 1848 Justizamtmann in Sachsenberg. 1850 wurde er Kreissekretär in Nieder-Wildungen und 1852 Kreisrentmeister in Sachsenberg, wo er auch Direktor der Sparkasse war. 1867 wurde er zum Rat befördert und 1869 zum Stadtrentmeister für den Kreis der Eder in Nieder-Wildungen ernannt. Ab 1871 war er Bürgermeister in Arolsen, wo er ab 1880 gleichzeitig auch als Rechtsanwalt wirkte.
Von 1863 bis 1875 war er Abgeordneter im Landtag des Fürstentums Waldeck-Pyrmont. Er wurde im Wahlkreis Kreis der Eder gewählt.